# Hikaru Ozawa
Hikaru Ozawa (小澤 光 Ozawa Hikaru?, nacido el 9 de marzo de 1988 en Kanagawa) es un futbolista japonés que se desempeña como centrocampista.<refJ. League (en japonés)</ref>

## Trayectoria

### Clubes
| Club          | País  | Año    |
| ------------- | ----- | ------ |
| YSCC Yokohama | Japón | 2010 - |

## Estadística de carrera

### J. League
| Club          | Año   | J. League | J. League | Copa J. League | Copa J. League | Total | Total |
| Club          | Año   | Part.     | Goles     | Part.          | Goles          | Part. | Goles |
| ------------- | ----- | --------- | --------- | -------------- | -------------- | ----- | ----- |
| YSCC Yokohama | 2014  | 31        | 0         | -              | -              | 31    | 0     |
| YSCC Yokohama | 2015  | 34        | 0         | -              | -              | 34    | 0     |
| YSCC Yokohama | 2016  | 26        | 0         | -              | -              | 26    | 0     |
| YSCC Yokohama | 2017  | 24        | 0         | -              | -              | 24    | 0     |
| Total         | Total | 115       | 0         | 0              | 0              | 115   | 0     |